# Würzburger Stein

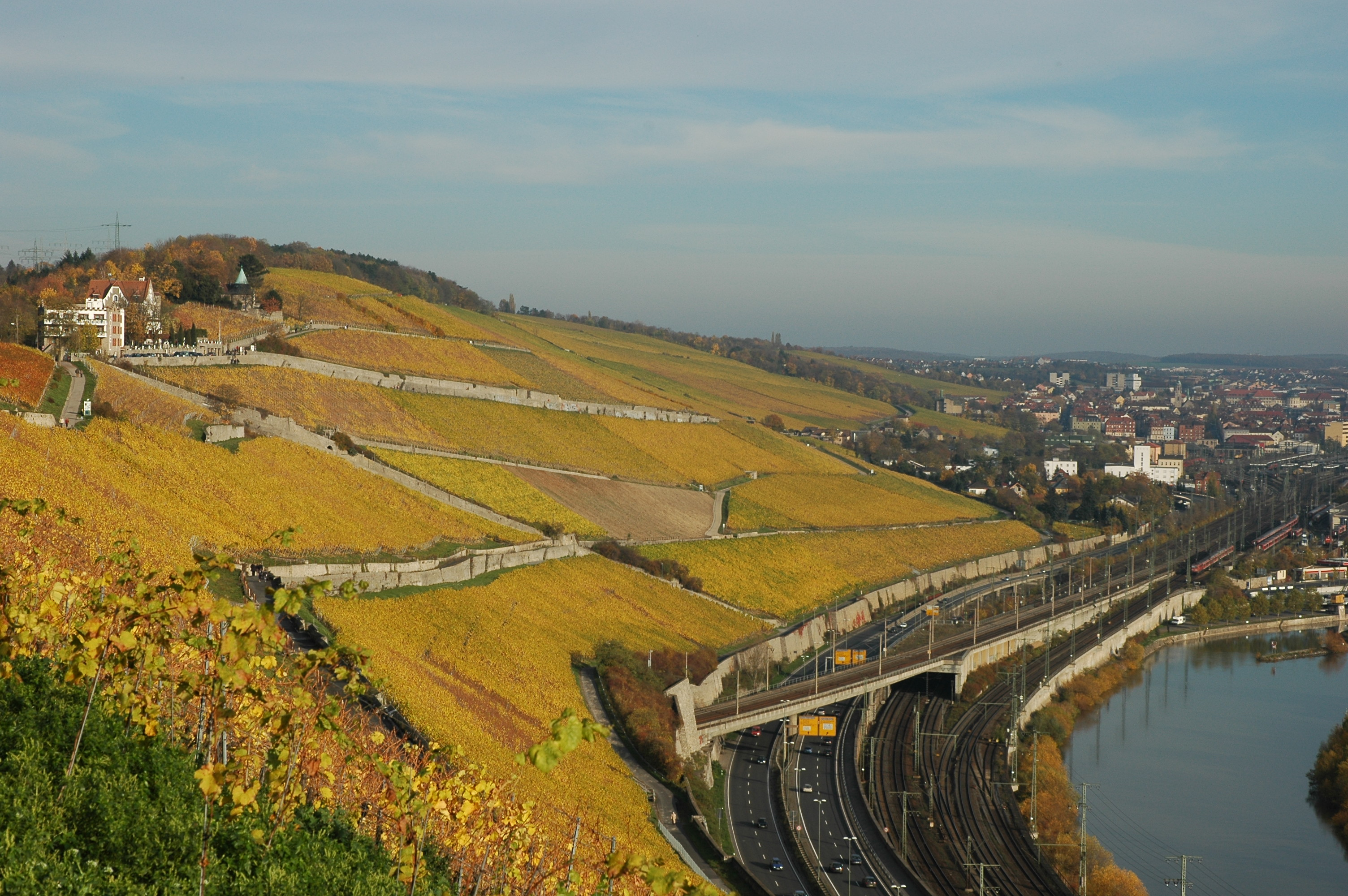
Würzburger Stein

Der Würzburger Stein ist eine deutsche Weinbaulage nördlich der Stadt Würzburg.

## Geographie

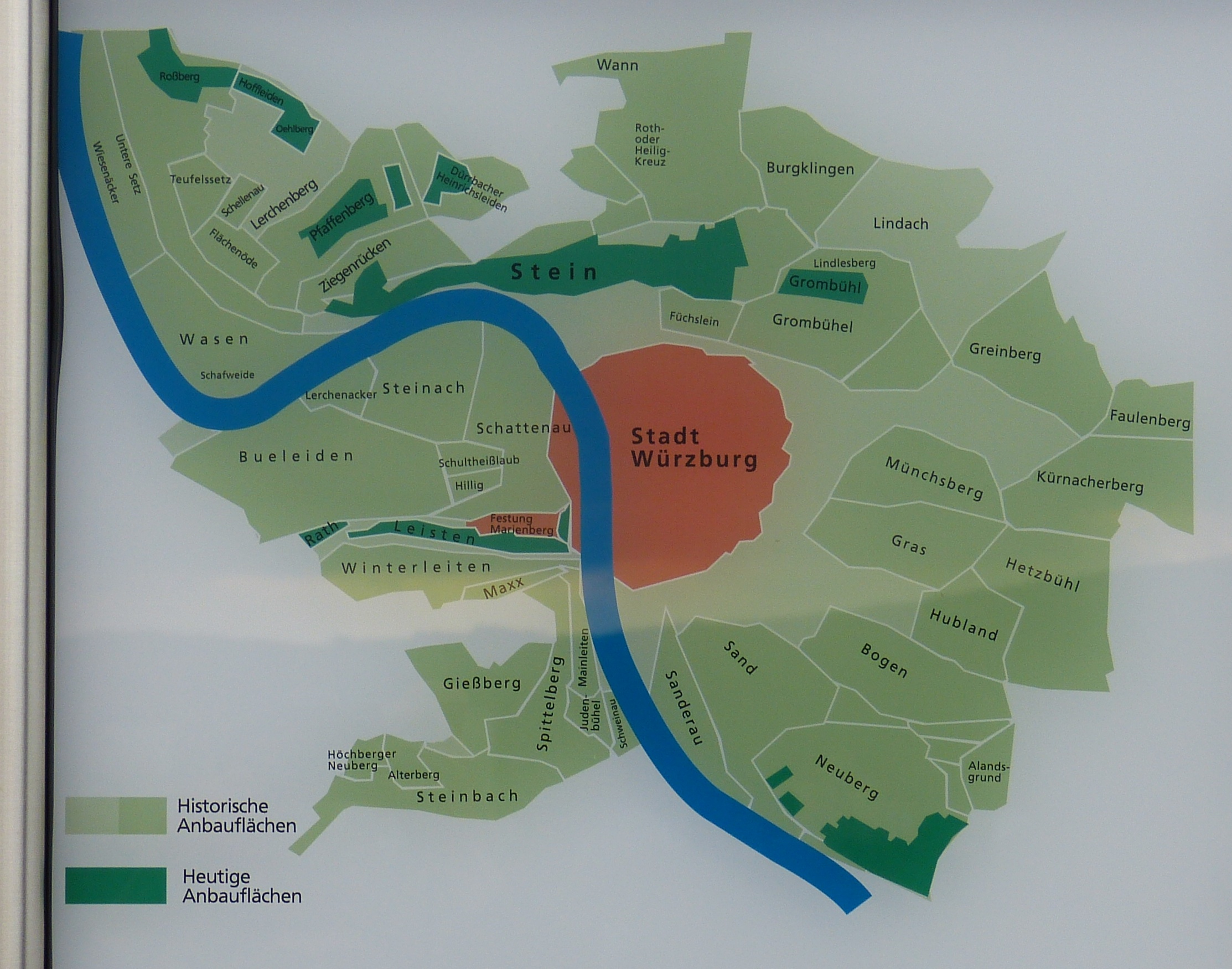
Karte der historischen und heutigen Weinbaulagen um Würzburg

Die Steillage erstreckt sich im Südhang muschelförmig nördlich der Stadt Würzburg auf dem für das Maindreieck typischen Muschelkalkboden, liegt auf einer Höhe von 210 bis 270 Meter ü. NN, umfasst 85 Hektar und hat eine Hangneigung zwischen 30 und 65 Prozent. Der Würzburger Stein ist die größte zusammenhängende Einzellage Deutschlands.
Die Eisenbahn-Schnellfahrstrecke Hannover–Würzburg durchquert den Stein im Steinbergtunnel.

## Der Stein-Wein-Pfad
Durch den Stein führt heute der Stein-Wein-Pfad, ein etwa vier Kilometer langer Panorama-Rundweg, der am Ende der Rotkreuzsteige beim Weingut am Stein beginnt. Er führt in gemäßigter Steigung zur Steinburg hinauf, erstreckt sich von dort westlich bis zur Weinlage Pfaffenberg und verläuft dann oberhalb der Weinlage Stein bis zum Bismarckturm und von dort sehr steil abwärts zum Weingut am Stein. Auf Schautafeln werden die Rebsorten, die Böden, die Hohlspiegelwirkung der Rebhänge, die Anforderungen an Messwein und die Gedanken berühmter Personen zur Weinlage Stein dokumentiert. Die Sicht auf den Main, die gegenüberliegende Festung Marienberg und die Wallfahrtskapelle Käppele sowie auf die Stadt sind bemerkenswert. Die Rebflächen der großen Weingüter sind kenntlich gemacht.

## Geschichte
Der Ebracher Abt Alberich Degen pflanzte in dieser Weinlage 1665 erstmals die Silvaner-Rebe an, die 1659 vom Haus Castell nach Franken gebracht worden war. Im Jahr 1726 wurde der gute Steinwein des Bürgerspitals erstmals in den seitdem für Franken typischen Bocksbeutel abgefüllt. Im Weinkeller des Bürgerspitals lagert ein 1540er Steinwein, der seine Qualität als „Jahrtausendwein“ der Dürre in Mitteleuropa 1540 verdankt. Der englische Weinkritiker Hugh Johnson verkostete diesen Weißwein 1961 und erklärte, dass er „noch lebendig“ sei und „sogar seinen deutschen Ursprung ahnen“ ließe. Dann oxidierte er aber sehr schnell im Glas. Hugh Johnson weiter: „Er gab seinen Geist auf und verwandelte sich zu Essig in unseren Gläsern.“

## Eigentümer

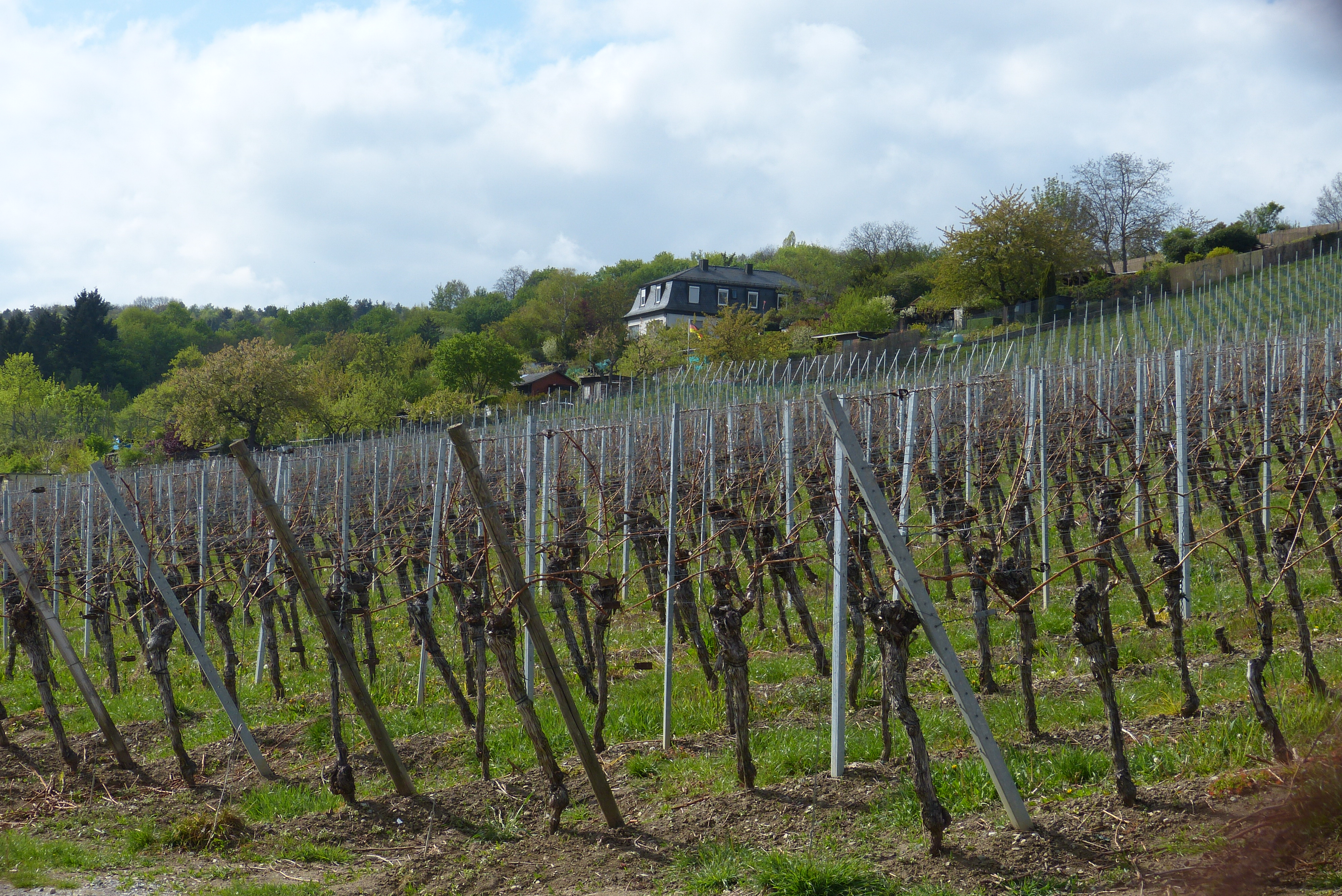
Weinbau am Würzburger Stein

Der Würzburger Stein gehört heute ungefähr zu jeweils einem Drittel den drei Würzburger Traditionsweingütern Bürgerspital, Juliusspital und Staatlicher Hofkeller. Kleinere Parzellen sind im Besitz des Weinguts am Stein Ludwig Knoll, des Weinguts Meintzinger und des Weinguts Reiss. Das Mittelstück, die "Würzburger Stein-Harfe", ist ausschließlich im Besitz des Bürgerspitals und gehört weinrechtlich nicht zur Einzellage "Würzburger Stein", sondern stellt eine eigenständige Einzellage dar.

## Wein
Laut Johnsons Weinführer zeichnen sich die Weine aus dem Würzburger Stein durch eine markante, rauchige Mineralität aus, die von den Muschelkalkböden herrühre. Sie ähnelten darin den weißen Burgunderweinen aus Chablis. Große Eleganz und eine subtile, zitronige Frucht mit Anklängen an exotische Früchte gehörten ebenfalls zu den besten Steinweinen.

## Literarische Erwähnung
Die seltene Konstellation von Hangneigung, Hangrichtung, Geländeform und Flussnähe bietet optimale Bedingungen, wie dieser volkstümliche Vierzeiler erkennen lässt:
Zu Klingenberg am Main,
zu Bacharach am Rhein,
zu Würzburg auf dem Stein,
da wächst der beste Wein.
Johann Wolfgang von Goethe schrieb in einem Brief an seine Frau Christiane über den Würzburger Stein: „Kein anderer Wein will mir schmecken und ich bin verdrießlich, wenn mir mein Lieblingsgetränk abgeht.“
Von Heinrich von Kleist, Ricarda Huch und Kurt Tucholsky ist ebenfalls bekannt, dass sie das Zusammentreffen von Fluss, Lage und Wein schätzten. Letzterer schreibt in seinem in der Vossischen Zeitung am 18. November 1927 unter dem Pseudonym Peter Panter veröffentlichten Reisebericht Das Wirtshaus im Spessart über den Steinwein: „so etwas von Reinheit, von klarer Kraft, von auf gesammelter Sonne und sonnengetränkter Erde war noch nicht da“.